# Агте
Агте (Ахте, Ахт; нем. von Agthe) — дворянский род.
Согласно легенде, род происходит от Мартина Сигизмунда крестьянина дер. Гроссобринген (неподалёку от Веймара, Йены и Эрфурта). Он умер в молодом возрасте в 1528 году, оставив после себя жену Агату и малолетнего сына Ганса. Мальчика стали в деревне звать не по имени отца, как обычно, а по имени матери — Агатиным сыном, что на немецком выглядело как Агате. Деревенское прозвище закрепилось, превратилось со временем в фамилию и трансформировавлоссь за века в Агте, Акте, Ахте, Ахт.
В XVIII веке в городе Хеттштедт (Саксония), жил органист и церковный учитель Андреас Агте (1699—1739), имевший двух сыновей, Карла Фридриха (1724—1787) и Иоганна Андреаса (1733—1806). В середине XVIII века, они обосновались в Лифляндии и Эстляндии.
Карл Фридрих стал органистом в одном из соборов Ревеля, а Иоганн Андреас (Иван Андреевич или Андрей Андреевич) поселился в городке Аренсбурге — столице острова Эзель. Затем он перешёл на государственную службу; был жалован 16 декабря 1803 года дипломом на потомственное дворянское достоинство. Его дети:
- Агте, Адольф Андреевич (1775—1832) — горный инженер.
- Ахте, Егор Андреевич (1777—1826) — российский командир эпохи наполеоновских войн, генерал-майор.

## Описание герба
В голубом поле две натурального цвета (серые) птицы, стоящие на зеленой земле друг против друга, сопровождаемые в главе щита двумя золотыми щитками в пояс.
Щит увенчан дворянским коронованным шлемом. Нашлемник — два серебряных страусовых пера. Намет в виде мантии, выходящей из-под шлемовой короны, целиком голубой (верх и подбой).